# Salvatore Capezio
Salvatore Capezio (Muro Lucano, 13 aprile 1871 – 1940) è stato un imprenditore italiano naturalizzato statunitense, fondatore della Capezio, nota azienda di scarpe da ballo.

## Biografia
Nato a Muro Lucano, in provincia di Potenza, Capezio iniziò da ragazzino a lavorare come calzolaio, non essendo interessato a seguire le orme del padre, un ingegnere edile. Emigrato negli Stati Uniti, nel 1887 aprì un negozio a Broadway (New York), vicino al Metropolitan Opera House. Inizialmente si dedicò alla riparazione di scarpe dei componenti del teatro, divenendo ben presto il loro calzolaio di fiducia. Dopo aver creato un paio di scarpe al tenore Jean de Reszke, che ne aveva bisogno urgentemente, Capezio iniziò a dedicarsi alla produzione di calzature.
Il negozio divenne così un importante fornitore per i personaggi teatrali, soprattutto ballerini. Una di loro, Angelina Passone, ballerina diplomata a La Scala di Milano, diverrà sua moglie. Tra i suoi clienti vi fu anche la ballerina russa Anna Pavlova, che nel 1910, durante il suo tour negli Stati Uniti, acquistò da Capezio scarpette da punta per lei e per la sua compagnia teatrale.
Negli anni trenta fu il fornitore dei ballerini del Ziegfeld Follies e di altri spettacoli di Broadway. Nel 1941 Claire McCardell, designer di moda, venne affascinata dal suo lavoro e promosse la sua linea, spingendo grandi negozi newyorkesi come Lord & Taylor e Neiman Marcus ad acquistare i suoi prodotti.
Dopo la sua morte, avvenuta nel 1940, l'azienda ha continuato a mantenere il suo prestigio e Capezio apparve su una copertina della rivista di moda Vogue nel 1949 e, nel 1952, ricevette il Coty Award, premio dell'anno conferito ai personaggi più influenti del mondo della moda. Sempre nel 1952 è stato inaugurato, in suo onore, il concorso Capezio Dance Award e, nel 1953, l'associazione Capezio Ballet Makers Dance Foundation.